# Knežja Njiva
Knežja Njiva – wieś w Słowenii, w gminie Loška dolina. W 2018 roku liczyła 29 mieszkańców.